# Sacramentali
(Articolo 1677 [sintesi] del Catechismo della Chiesa Cattolica)

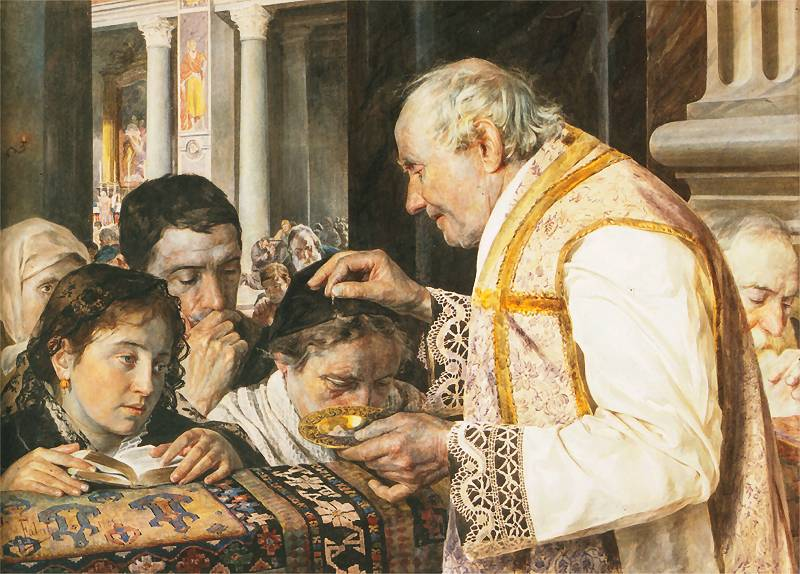
Mercoledì delle Ceneri, acquerello di Julian Fałat, 1881.

I sacramentali, nella Chiesa cattolica, sono atti di culto simili, per lo più o strettamente connessi, ai Sacramenti.
A differenza di questi ultimi, che provengono da un ordine divino, i sacramentali sono istituiti dalla Sede Apostolica al fine di ottenere benefici spirituali. Pertanto i sacramentali, pur non possedendo una diretta efficacia salvifica e di grazia santificante (peculiarità esclusiva dei sacramenti), agiscono sulla vita spirituale della comunità cristiana e del singolo credente ampliandola e completandola.

## Storia
Pur avendo chiaro il valore e l'efficacia esclusiva dei sacramenti, si è giunti relativamente tardi ad una distinzione netta tra sacramenti e sacramentali, o almeno dei rispettivi termini propriamente tecnici. Infatti in virtù della reciproca analogia nel medioevo venivano chiamati «piccoli sacramenti» o «sacramenti minori» e talvolta inseriti, dagli stessi padri, nell'unico termine «sacramento». 
Un esempio tra tutti è quello di Rufino di Bologna (m.1190 circa), che nella Summa Decretorum (1157 – 1159) suddivide i sacramenti in quattro tipologie: sacramenti salutaria, ministratoria, veneratoria, præparatoria escludendo tuttavia dai sacramenti propriamente detti quelli del secondo e terzo tipo. 
Con molta probabilità, il termine tecnico «sacramentale» è stato coniato da Guglielmo d'Auvergne (Aurillac, 1180 circa – Parigi, 1249), che nella sua opera De Sacramentis ne dà una nozione approssimativamente chiara. Cita con questo nome le cerimonie del battesimo, la tonsura, la consacrazione del vescovo, la benedizione degli abati e delle badesse e la consacrazione dei re.
Con Tommaso d'Aquino (1225 – 1274) si determina il significato teologico e il valore dei sacramentali separandoli in definitiva dai sacramenti. Nella Summa Theologiæ l'Aquinate afferma che nella pratica dei sacramentali non si produce «l'effetto proprio dei sacramenti, cioè non operano la grazia», ma sono solo «realtà che dispongono a ricevere i sacramenti».

## Riti Sacramentali della Chiesa
Ordinari
- Benedizione

Occasionali
- Benedizione delle candele
- Candelora: festa della Presentazione del Signore (2 febbraio).
- Benedizione dei ramoscelli di palma e di ulivo: Domenica delle Palme.
- Aspersione con l'acqua benedetta.
- Benedizione degli oli e consacrazione del Sacro Crisma: il giovedì santo mattino nella chiesa cattedrale e a opera esclusiva del vescovo.
- Imposizione delle ceneri: Mercoledì delle ceneri.
- Rito delle Esequie.
- Esorcismi
- Consacrazione della chiesa: a opera esclusiva del vescovo.
- Dedicazione dell'altare: a opera esclusiva del vescovo.
- Benedizione dell'Abate o della Badessa: a opera esclusiva del vescovo.
- Benedizione delle consacrate o dei consacrati a Dio: a opera esclusiva del vescovo.
- Benedizione dei Pallii: nella festa di Sant'Agnese (21 gennaio) vengono benedetti due agnelli dalla cui lana si ricaveranno i pallii che verranno benedetti dal papa dopo i primi vespri dei santi Pietro e Paolo (29 giugno).